# Amalosia
Amalosia es un género de geckos de la familia Diplodactylidae.

## Especies
Listadas alfabéticamente:
- Amalosia capensis Hoskin & Couper, 2023[3]
- Amalosia hinesi Hoskin & Couper, 2023[3]
- Amalosia jacovae Couper, Keim & Hoskin, 2007
- Amalosia lesueurii Duméril & Bibron, 1836
- Amalosia nebula Hoskin & Couper, 2023[3]
- Amalosia obscura King, 1985
- Amalosia queenslandia Hoskin & Couper, 2023[3]
- Amalosia rhombifer Gray, 1845
- Amalosia saxicola Hoskin & Couper, 2023[3]